# Виноградов, Анатолий Корнелиевич
Анато́лий Корне́лиевич Виногра́дов (1888—1946) — русский советский исторический романист и писатель-биограф. Директор Румянцевского музея (1921—1925).

## Биография
А. К. Виноградов родился 28 марта (9 апреля) 1888 год в селе Полотняный Завод (ныне Калужской области) в семье учителя. В 1912 году окончил историко-филологический факультет Императорского Московского университета. В студенческие годы трижды встречался в Ясной Поляне с Львом Толстым, затем работал в архивах Италии, Франции и Австрии. С ноября 1909 года работал в Румянцевском музее в качестве «вольнотрудящегося», с 1912 года стал младшим помощником библиотекаря. Был знаком с поэтами С. М. Соловьёвым, Б. А. Садовском, М. И. Цветаевой.
С началом Первой мировой войны стал фронтовым санитаром. После контузии в голову был в госпитале. В мае 1917 был уволен в запас как учитель. Был избран в Совет солдатских депутатов Москвы, стал членом комиссии по охране памятников искусства и старины. Работал заместителем заведующего библиотечным отделом Наркомпроса и научным секретарем Румянцевского музея, в 1921 году стал его директором, с 1925 года был редактором по классикам в Госиздате.
Словесностью начал заниматься как исследователь и переводчик, прежде всего — французской литературы. Стоял у истоков Русского общества друзей книги. Начиная с 1923 года публиковал исторические романы и повести, которые выходили с предисловиями А. М. Горького и часто переиздавались после смерти автора.
В возрасте 45 лет поступил в Ейскую авиационную школу, по окончании которой получил звание лётчика-наблюдателя, а затем штурмана АДД. Писатель принимал участие в авиационных парадах 1930-х годов в составе экипажа флагманского корабля. В 1942—1943 годах в качестве корреспондента газеты «Красный сокол» неоднократно участвовал в боевых вылетах в тыл врага, о чём рассказывал в своих очерках и статьях. Занимал должности штурмана Западной особой авиагруппы Гражданского воздушного флота (ГВФ) — с 10.11.1942 120-го отдельного гвардейского авиационного полка ГВФ, помощника начальника отдела изучения опыта боевых действий штаба АДД, старшего помощника начальника 2-го отдела оперативного управления штаба ВВС Красной Армии.
Во время семейного скандала 26 ноября 1946 года подполковник Виноградов выстрелом ранил свою вторую жену, сына и застрелился. По словам дочери, причиной драмы послужили «обострившееся тяжёлое заболевание, гибель в 1942 на фронте старшего сына Юрия, отсутствие литературных заказов, семейные неурядицы», а также грубая критика последнего романа.
Похоронен в Москве на Ваганьковском кладбище (участок № 43) рядом с матерью, сестрой и дочерью.

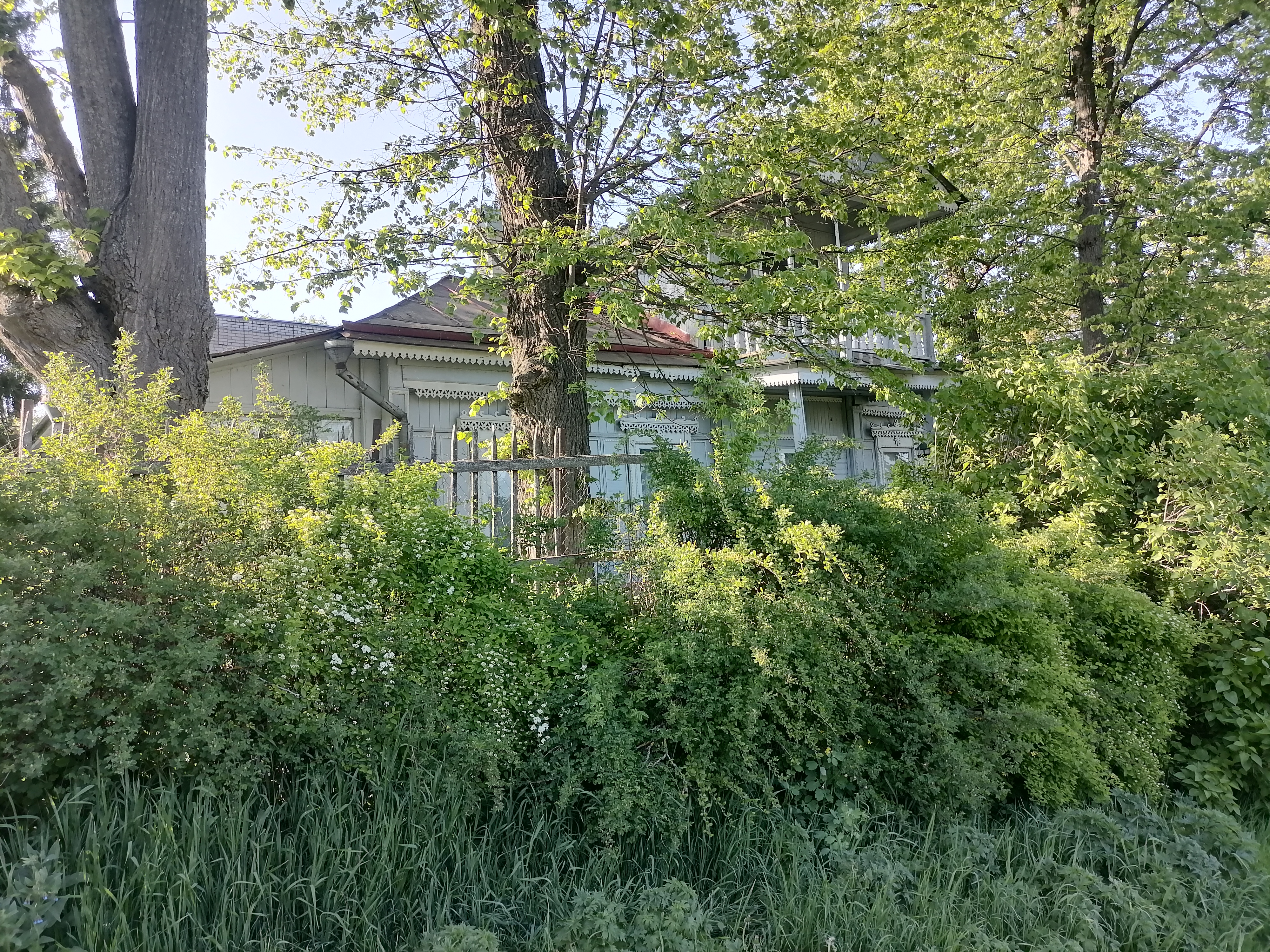
Дом в Тарусе

В Тарусе сохранился дом (улица Каляева, д. 20), возведённый ещё в 1890 году отцом Виноградова. Анатолий Корнелиевич жил и работал здесь в разное время (мемориальная доска). В 1958 году дом у сестры А. К. Виноградова приобрёл писатель Н. В. Богданов (мемориальная доска).

## Семья
Отец — Корнелий Никитич Виноградов, сельский учитель—математик в Тарусе, учитель Второго городского училища на Якиманке в Москве.
Мать — Надежда Николаевна Виноградова (урождённая Гумилевская), дочь подполковника лейб-Бородинского полка. Похоронена в Москве на Ваганьковском кладбище (участок № 43) рядом с сыном, дочерью и внучкой.
Сестра — Нина Корнелиевна Виноградова, похоронена в Москве на Ваганьковском кладбище (участок № 43) рядом с матерью, братом и племянницей.
Первая жена (с 1920 по ?) — Елена Всеволодовна Козлова, переводчик с французского языка.
- Сын — Юрий Анатольевич Виноградов (1921—1943), погиб во время Великой Отечественной войны.[4]
- Дочь — Надежда Анатольевна Виноградова (1923—2012), искусствовед, специалист по китайскому и японскому искусству.[4]

Вторая жена (с ? по 1946) — Анна Михайловна Лебле
- Сын — Адриан Анатольевич Виноградов[4]. Умер.

- Сын — Климент Анатольевич Виноградов (род. 1945)[4]

## Награды и премии
- орден Трудового Красного Знамени (29.12.1940) — в связи с 30-летием литературной деятельности
- орден Красной Звезды (8.8.1944)[5]
- медали

## Книги
- 1931 — «Три цвета времени» (перераб. изд. — 1957)
- 1932 — «Повесть о братьях Тургеневых»
- 1933 — «Чёрный консул» (о Туссен-Лувертюре, перераб. изд. — 1957)
- 1934 — «Шейх Мансур»
- 1936 — «Осуждение Паганини»
- 1936 — «Байрон», ЖЗЛ
- 1937 — «Мериме в письмах к Дубенской»
- 1938 — «Стендаль и его время», ЖЗЛ
- 1941 — «Хроника Малевинских»

## Архив
Фонд А. К. Виноградова в Российском государственном архиве литературы и искусства насчитывает 1472 единицы хранения и охватывает период с 1858 по 1948 гг. Сюда вошли рукописи (в том числе романы, статьи, воспоминания, автобиографии, переводы из П. Мериме, Г. Мопассана, Стендаля и др.), записные книжки, фотографии, многочисленные переписки, личные документы, материалы служебной деятельности как директора Библиотеки им. В. И. Ленина, а также документы родственников Виноградовых.

## Воспоминания, характеристики
- Цветаева М. И. Жених // Последние новости (ежедневная газета, Париж), 1933, 15 октября.